# Крутой Яр (Алтайский край)
Круто́й Яр — посёлок в Поспелихинском районе Алтайского края России. Входит в состав Мамонтовского сельсовета.

## История
В 1958 году посёлок Кирзавод переименован в Крутой Яр.

## Население
| 1926 | 1997 | 1998 | 1999 | 2000 | 2001 | 2002 | 2003 | 2004 | 2005 |
| ---- | ---- | ---- | ---- | ---- | ---- | ---- | ---- | ---- | ---- |
| 66   | ↗423 | ↘416 | ↘393 | ↗423 | ↘401 | ↘366 | ↘347 | ↗358 | ↘319 |
| 2006 | 2007 | 2008 | 2009 | 2010 | 2011 | 2012 | 2013 | 2014 |      |
| ↗340 | ↘330 | ↗335 | ↗338 | ↘331 | ↘328 | ↘318 | ↗322 | ↘317 |      |

### Национальный состав
Согласно результатам переписи 2002 года, в национальной структуре населения русские составляли 81 %.